# Baar (Zwitserland)
Baar is een gemeente en plaats in het Zwitserse kanton Zug.
Baar telt 21.093 inwoners.

## Geboren
- Ernst Lüthold (1904-1966), componist, muziekpedagoog en dirigent
- Franz Krienbühl (1929-2002), schaatser en architect
- Annemarie Huber-Hotz (1948-2019), Zwitsers politica, oud-bondskanselier
- Brigitte McMahon (1967), triatlete en zwemster
- Armand Neeskens (1992), Nederlands voetballer